# Одарґово (Поморське воєводство)
Одарґово (пол. Odargowo) — село в Польщі, у гміні Крокова Пуцького повіту Поморського воєводства.
Населення — 371 особа (2011).
У 1975-1998 роках село належало до Гданського воєводства.

## Демографія
Демографічна структура станом на 31 березня 2011 року:
|          | Загалом | Допрацездатний вік | Працездатний вік | Постпрацездатний вік |
| -------- | ------- | ------------------ | ---------------- | -------------------- |
| Чоловіки | 189     | 56                 | 124              | 9                    |
| Жінки    | 182     | 41                 | 117              | 24                   |
| Разом    | 371     | 97                 | 241              | 33                   |